# Franz Pohl
Franz Pohl (ur. 1916, data śmierci nieznana) – zbrodniarz nazistowski, członek załogi niemieckiego obozu koncentracyjnego Dachau. SS-Sturmscharführer.
Członek Waffen-SS od 1 września 1944 (wcześniej pełnił służbę w Luftwaffe). Od 12 sierpnia 1944 do 28 marca 1945 dowodził oddziałami wartowniczymi w podobozie KL Dachau, Allach.
W procesie załogi Dachau (US vs. Johann Baumgartner i inni), który miał miejsce w dniu 20 listopada 1946 przed Amerykańskim Trybunałem Wojskowym w Dachau skazany został na 2,5 roku pozbawienia wolności.